# Globicové z Bučína
Globicové z Bučína (také Globicové z Bučiny, Klobicové nebo Glaubicové) byl český šlechtický rod vladyků, lékařů, komunálních politiků a nakonec rytířů, pocházející z Bučiny na Orlickoústecku a doložený v pražských městech na čelných postech městské správy od 16. do konce 18. století. Patřili vesměs ke katolíkům, jako Baltazar, Daniel, Šimon nebo Samuel Globicové. Mezi posledními je doložen úředník Starého Města pražského Rudolf Globic.

## Historie
První písemně doložení příslušníci rodu pocházeli z vesnice Bučina v okrese Ústí nad Orlicí,[ve zdroji nenalezeno] soustavně jsou doloženi až od první poloviny 17. století, vesměs jako politikové pražské městské správy.

## Významné osobnosti a jejich dílo
- Baltazar Globic z Bučína byl primas a konšel Malé Strany v době stavovské vzpoury, roku 1621 byl zatčen, uvězněn a pak zase propuštěn. Na Malé Straně vlastnil dům U zlatého stromu, a na Starém Městě koupil Dům U Herzogů čp. 344/I, které roku 1628 odkázal svému synovi Janovi.[3]
- Samuel Globic z Bučína (1618 Praha – 1693 Praha) bydlel na Starém Městě, kde mu patřil dům čp. 340/I v Michalské ulici. Zabýval se zeměměřictvím a kartografií. Jeho mapy Čech sloužily při řešení majetkoprávních sporů mezi majiteli panství či nemovitostí. Byl roku 1653 povýšen do rytířského stavu s predikátem z Bučína za hrdinství při obraně Prahy proti Švédům.[2] Vedle plánu části Prahy (Malé Strany a osady Rybáře) zpracoval mapy Frýdlantska a mapu Krkonoš (1668).[4] Zemřel roku 1693 ve věku 75 let.[5]
- Samuel Rafael Globic (1632–18.8.1662 Řím) byl malíř raného pražského baroka, referoval o něm Karel Škréta. Zemřel v Římě na žlutou zimnici a byl tam pohřben v chrámu Santa Maria del Popolo.[6]
- Jan Daniel Globic († 1660) byl lékař, autor spisu Tripus medicinae oracula., jehož vydání se nedočkal, zemřel v Praze na mor.[6]

## Erb
Erb nebyl zatím popsán.